# LEGO Ninjago
LEGO Ninjago is een LEGO-thema sinds 2011. Het thema bevindt zich op het fictieve eiland Ninjago. Op dat eiland staat een stad met de naam Ninjago City.
De zes ninja's die het eiland beschermen hebben elementaire krachten. Ze heten: Kai (meester van het vuur), Cole (meester van de aarde), Zane (meester van het ijs), Jay (meester van de bliksem), Lloyd (meester van de energie) en Nya (meester van het water). De leraar van deze ninja's heet Wu. Deze leraar leert ze alles over Spinjitzu. Dit is een fictieve techniek die meesters snel laat ronddraaien, waardoor hun elementkrachten gebruikt worden. Kai is de grote broer van Nya. De broer van Wu is Garmadon, hij is de vader van Lloyd en is de meester van vernietiging.
LEGO heeft geen landkaart van ninjago gepubliceerd, maar er zijn verschillende fans die de kaart proberen te creëren. Anno 2025 zijn er bijna 600 sets van het thema uitgekomen.
Sinds midden 2017 verschijnt er om en nabij de twee jaar een grote set van meer dan 3.000 steentjes in het subthema Ninjago City:
- 70620 Ninjago City (2017)
- 70657 Ninjago City haven (2018)
- 71741 Ninjago stadstuinen (2021)
- 71799 Ninjago stadsmarkten (2023)
- 71837 Ninjago City werkplaatsen (2025)